# 고질라 19 - 고질라 대 킹기드라
고질라 19 - 고질라 대 킹기드라(ゴジラVSキングギドラ: Godzilla Vs. King Ghidorah)는 일본에서 제작된 오오모리 카즈키 감독의 1991년 영화이다. 하라다 키와코 등이 출연하였고 토미야마 쇼고 등이 제작에 참여하였다.

## 출연
- 하라다 키와코
- 코바야시 아키지
- 나카가와 안나
- 니시오카 토쿠마
- 오다카 메구미
- 사하라 켄지
- 사사키 카츠히코
- 토요하라 이사오
- 츠키야 요시오
- 우에다 코이치
- 척 윌슨
- 야마무라 소
- 사츠마 켄파치로